# ويليام مالكوم
ويليام مالكوم (بالإنجليزية: William Malcolm)‏ هو سياسي أمريكي، ولد في 23 يناير 1745 بنيويورك في الولايات المتحدة، وتوفي بنفس المكان في 1 سبتمبر 1791. انتخب عضو جمعية ولاية نيويورك.